# 宰赫拉威
阿布·卡塞姆·哈拉夫·本·阿拔斯·宰赫拉威（阿拉伯语：‎，936年－1013年）一般简称宰赫拉威（阿拉伯语：‎），在西方国家又称阿尔布卡西斯，是中世纪阿拉伯后倭马亚王朝安达卢西亚的医学家、外科医生、化学家、美容学家和自然科学家，被认为是“现代外科学之父”，和中世纪最伟大的穆斯林外科医生，他的综合性医学巨著奠定了文艺复兴之前伊斯兰世界和欧洲外科学的基础。

## 生平
阿布·卡塞姆·宰赫拉威出生于距后倭马亚王朝京城科尔多瓦（今属西班牙）西北六英里的宰赫拉城，他的名字“宰赫拉威”就是宰赫拉人的意思。他是早年移居西班牙的阿拉伯部落辅士的后裔。
由于宰赫拉在后来的西班牙土著和外来穆斯林的冲突中被毁，除了宰赫拉威自己出版的作品，关于他生平的资料很少。他的名字最早出现在伊本·哈兹姆的作品中，伊本·哈兹姆将他列入穆斯林西班牙最伟大的医学家之列。但最早的宰赫拉威的详细传记是侯迈迪的《安达卢斯诸贤》，完成于宰赫拉威去世后六十年。
宰赫拉威一生的大部分时间在科尔多瓦度过，他在科尔多瓦学习、任教，并实践外科手术，直到去世。他去世前两年，他的家乡宰赫拉城在后倭马亚王朝的内战中遭劫。
科尔多瓦的一条街因为阿布·卡塞姆·宰赫拉威（西方称“阿尔布卡西斯”）曾经居住过而被命名为“阿尔布卡西斯大街”（西班牙語：Calle Albucasis）。他住在大街的6号房，房子如今已经被西班牙旅游协会保护了起来，还挂了一块标示牌（1977年1月起），上面写着：“这是阿布·卡塞姆（即宰赫拉威）住过的房子。”

## 作品
宰赫拉威曾担任后倭马亚王朝哈里发哈卡姆二世的御医，他穷其毕生精力于医学、尤其是外科学。他的代表作是《医学宝鉴》（或译《医学方法论》），这是一部30卷的医学百科全书，涵盖了外科、内科、整形外科、眼科、药学和营养学等诸多方面。
14世纪时，法国外科医生居伊·德肖利亚克在他的著作中引用《医学宝鉴》超过200次。彼得罗·阿尔加利亚塔（1453年逝世）称宰赫拉威是“毫无疑问的所有外科医生之冠”。他的一部早期作品显示，他于963年率先描述了在当时属于致命性灾难的异位妊娠。另一位法国外科医生雅克·德勒尚（1513-1588）对《医学宝鉴》频繁的引用，证明宰赫拉威的影响持续了至少5个世纪，一直持续到欧洲文艺复兴的开始。

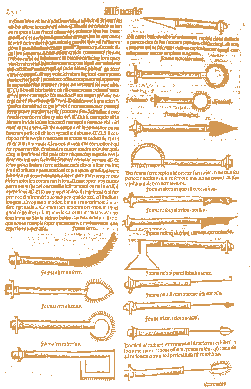
1531年彼得罗·阿尔加利亚塔用拉丁语翻译的宰赫拉威对外科和内科仪器的论述中的一页。

### 《医学宝鉴》
宰赫拉威的30卷医学巨著《医学宝鉴》完成于西元1000年，涵盖了医学的诸多方面，包括牙科和分娩，记录了宰赫拉威在50多年学习、任教和行医历程中累积的经验和资料，也记录了宰赫拉威在实践中了解到的医患关系的重要性和他对学生们的关爱，他称他的学生们为“我的孩子”。在书中他也强调了对不同社会地位的病人平等对待的重要性，他还鼓励近距离观察病人的病情以作出最准确的诊断和最佳治疗方法。
12世纪时克雷莫纳的杰拉德将《医学宝鉴》翻译成拉丁文，并加入注释。在欧洲中世纪的大约五百年内，《医学宝鉴》拉丁文译本成为医学知识第一手资料，是内外科医生的主要参考书。
《医学宝鉴》还描述了如何缝合血管，比安布鲁瓦兹·帕雷几乎早了600年，它还是有记载的第一本介绍牙科仪器和解释血友病遗传特性的书。

### 《自由奴》
在药学和药理学领域，宰赫拉威率先用升华和蒸馏法制药。他的《自由奴》一书尤其有趣，该书的秘方和说明告诉读者如何提取混合在一堆药物中的药材以及它们的大致使用方法。

## 对外科学的贡献
宰赫拉威是著名的外科医生，专门研究用烧灼治疗疾病，他发明了许多外科仪器以达到以下检查和治疗目的：
- 检查尿道内部
- 将咽喉内的异物取出
- 检查耳

宰赫拉威也描述了钳子在分娩时的作用。

### 外科仪器
宰赫拉威在他的《医学宝鉴》中介绍了他收藏的200多种外科仪器，很多仪器在他以前从来没有外科医生用过，例如哈米丹就列出了宰赫拉威介绍过的26种新颖的外科仪器。
宰赫拉威将羊肠线用于内缝的方法直到今日依然在临床使用，羊肠线是可以被人体吸收的唯一天然缝合线。宰赫拉威发明了摘除死胎的钳子，并在《医学宝鉴》中插图说明。
在《医学宝鉴》一书中，宰赫拉威介绍了在烧灼时用缝合线为动脉止血的方法。在该书中，他还介绍了他发明的外科缝合材料。
宰赫拉威发明了大约200种新颖的外科仪器，例如手术刀、刮匙、牵引器、药匙、探条、钩子、固定棒和窥镜等。

## 注译
1. ↑  或译扎赫拉维。
2. ↑  A. Martin-Araguz, C. Bustamante-Martinez, Ajo V. Fernandez-Armayor, J. M. Moreno-Martinez (2002). "Neuroscience in al-Andalus and its influence on medieval scholastic medicine", Revista de neurología 34 (9), p. 877-892.
3. ↑  . FSTC Limited. 2003-05-20  [2008-01-29]. （原始内容存档于2008-04-15）.
4. ↑  Levey M. (1973), Early Arabic Pharmacology, E. J. Brill, Leiden.
5. ↑  Assisted delivery has walked a long and winding road, OBG Management, Vol. 19, No. 6, June 2007, p. 84.
6. ↑  Ingrid Hehmeyer and Aliya Khan (2007). "Islam's forgotten contributions to medical science", Canadian Medical Association Journal 176 (10).
7. ↑  Rabie E. Abdel-Halim, Ali S. Altwaijiri, Salah R. Elfaqih, Ahmad H. Mitwall (2003), "Extraction of urinary bladder described by Abul-Qasim Khalaf Alzahrawi (Albucasis) (325-404 H, 930-1013 AD)", Saudi Medical Journal 24 (12): 1283-1291 [1289].
8. ↑  A. I. Makki. "Needles & Pins", AlShindagah 68, January-February 2006.
9. ↑  Khaled al-Hadidi (1978), "The Role of Muslem Scholars in Oto-rhino-Laryngology", The Egyptian Journal of O.R.L. 4 (1), p. 1-15. (cf. Ear, Nose and Throat Medical Practice in Muslim Heritage （页面存档备份，存于）, Foundation for Science Technology and Civilization.)